# Барсово (железнодорожный разъезд, Тверская область)
 Барсово  — железнодорожный разъезд в Западнодвинском муниципальном округе Тверской области.

## География
Находится в юго-западной части Тверской области на расстоянии приблизительно 7 км по прямой на восток по прямой от железнодорожной станции в поселке Старая Торопа у железнодорожной линии Москва-Рига.

## История
На карте 1927 году здесь была отмечена железнодорожная будка. Станция Барсово (позднее разъезд) была открыта в 1934 году. Название дано по ближайшей деревне. До 2020 года разъезд входил в состав ныне упразднённого Староторопского сельского поселения.

## Население
Численность населения: 2 человека (русские 100 %) в 2002 году, 1 в 2010.